# ایان جیمز
ایان جیمز (انگلیسی: Ian James؛ زادهٔ ۶ ژوئن ۲۰۰۸) بازیکن فوتبال اهل ایالات متحده آمریکا است که در حال حاضر برای اسپورتینگ کانزاس‌سیتی در پست مدافع بازی می‌کند.
وی همچنین در تیم ملی فوتبال زیر ۱۷ سال ایالات متحده آمریکا بازی کرده است.